# 計器着陸装置
計器着陸装置（けいきちゃくりくそうち、英語: instrument landing system、ILS）とは、着陸進入する航空機に対して、空港・飛行場付近の地上施設から指向性誘導電波を発射し、視界不良時にも安全に滑走路上まで誘導する計器進入システム。
日本の電波法施行規則において『ILS』とは計器着陸方式（航空機に対し、その着陸降下直前又は着陸降下中に、水平及び垂直の誘導を与え、かつ、定点において着陸基準点までの距離を示すことにより、着陸のための一の固定した進入の経路を設定する無線航行方式）をいう」と定義されている（電波法施行規則2条1項49号）。
計器着陸装置とあるが、本名称は本稿で示す特定のシステムを示す言葉である。
また、ICAOのシカゴ条約附属書Annex10第3章3.1において仕様が国際的に定められており、システムの名称は"instrument landing system"とすべて小文字で表記しているが、略号は"ILS"と大文字で表記されている。
同種の装置にマイクロ波着陸装置（MLS）があるが、こちらはほとんど普及しておらず、日本国内には導入されていない。

## 原理
空港・飛行場側の施設は、
1. 進入方向(横位置)を示すローカライザ(LOC、LLZとも)
2. 降下経路(縦位置あるいは高さ)を示すグライドパス(GP、グライドスロープ〈GS〉とも)
3. 滑走路までの距離を示すマーカービーコン(MB、マーカー〈MKR〉とも)またはT-DMEまたは代替フィックス

から構成される。

上がローカライザ、下がグライドパスの電波範囲を表した図

ローカライザは、滑走路反対端(滑走路中心線上)からややずれた異なる方向に150 Hzおよび90 Hzで変調された電波を発射する。ローカライザの周波数は108.10 MHz - 111.95 MHz(50 kHz間隔だが100kHz部分は奇数のみなので、108.10、108.15、108.30、108.35、108.50 kHz等となる)の範囲で、空港ごとにまた滑走路ごとに異なっている。航空機の側ではローカライザ用のアンテナで受信した信号を復調し、150 Hzと90 Hzの成分の強度を比較することにより、右または左にずれている量を知ることができる。
グライドパスは329.30 MHz - 335.00 MHzが用いられるが、滑走路手前の接地点横(PAPIの横付近)から上下に異なる低周波信号で変調されており、ローカライザと同様の原理である。グライドパスの周波数(後述するT-DMEの機上および地上周波数も)はローカライザの周波数と連動しているため、一般に空港のILSの周波数というとローカライザの周波数を示す。したがってこれら設備が用いる周波数はセットになっており、40種類のチャンネルがあることになる。
航空機側の受信機は左右・上下のずれ量を検出し、パイロットにはCDI(Course Deviation Indicator, コース偏向指示器)またはCDIを含む統合計器に表示し提示する。または自動操縦装置を動作させる。パイロットまたは自動操縦装置がこの差を無くすように飛行することで、正しい経路に沿っての進入が可能となる。
MKRまたはT-DMEで滑走路までの距離がわかる。MKRは上空に指向性がある75 MHzの信号で、航空機が通過したとき滑走路までの距離を表示と音によってパイロットに知らせる。インナーマーカー(IM)・ミドルマーカー(MM)・アウターマーカー(OM)の3種類がある。一般的には滑走路末端までそれぞれ 0.1 nm(海里)・0.5 - 0.8 nm・3.6 - 6 nmであり、理想的なグライドスロープに航空機がのっていれば、それぞれ接地寸前・200 ft・1400 ft付近を通過したことが分かるようになっている。インナーマーカー・ミドルマーカー・アウターマーカーはそれぞれ、3 kHz・1.3 kHz・400 Hzで変調された信号である。T-DMEはDMEと同じ原理であり、接地点まで連続的に距離測定が可能である。MKRまたはT-DMEが利用できないときは、それに代わるレーダーフィックスが必要であり、日本では認められていないが日本国外ではコンパスロケーター(最終進入路の開始地点にあるNDB局)等の航法施設によるフィックスで代替が可能となる場合もある。
飛行中はCDIを使用しないため、グラスコックピットを採用した旅客機などでは着陸モード時のみ表示している。

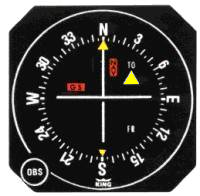
VOR指示計(CDI)での表示。縦線が左右、横線が上下の振れを表す。表示は正確にコースに乗っている状態を示す。
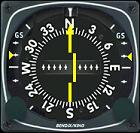
HSI[3]での表示。黄色縦線が左右、左右にある黄色の矢印が上下を表す。上図の例ではローカライザが示す基準よりもやや左側、グライドスロープが示す基準よりもやや低空を飛行していることを表している。
アウターマーカー (OM) 航空機側に搭載された機器での表示
ミドルマーカー (MM)
インナーマーカー (IM)

## ILSのカテゴリー（精度）
ICAOでは、ILSをその設置・運用精度により以下の5つのカテゴリーに分類している。
| カテゴリー                | 決心高 (DH)             | 滑走路視距離 (RVR)                   |
| ------------------------- | ----------------------- | ------------------------------------ |
| カテゴリーI (CAT I)       | 200ft以上               | 550m (1800ft) 以上または視程800m以上 |
| カテゴリーII (CAT II)     | 100ft以上200ft未満      | 300m (1200ft) 以上                   |
| カテゴリーIIIA (CAT IIIA) | 100ft未満または設定なし | 175m (700ft) 以上                    |
| カテゴリーIIIB (CAT IIIB) | 50ft未満または設定なし  | 50m (150ft) 以上、175m (700ft) 未満  |
| カテゴリーIIIC (CAT IIIC) | -                       | -                                    |

カテゴリーの数字が大きくなるほど着陸決心高（Decision Height ; DH、着陸するかゴーアラウンドするかを決定する滑走路末端からの高さ）は低くなっており、悪天候・低視程での着陸が可能となる。
ただし、これにはパイロットおよび航空機がカテゴリーを満たしている必要がある。パイロットを例にすると、通常は高精度のカテゴリーほど本装置を頼りに悪条件下であってもより低い高度までの降下が可能だが、万が一装置に異常が発生した場合にそれだけ低視程、低高度といった状況において緊急対応を必要とされる可能性が考えられるためである。このため本装置が単純にパイロットの技量を補ったり、その代わりになったりするものではないことに注意されたい。航空機も同様で、高精度のカテゴリーでは構成する機器の冗長化に関する規定がより厳しくなっている。
また、CAT II以上の場合には航空機およびパイロットだけでなく、航空会社などが国土交通大臣による「特別な方式による航行」の許可を受けなければならず、さらに空港でも低視程下での地上体制、LVP (Low Visibility Procedure) 体制が発動されなければならない。LVP体制のことを日本ではかつてSSP (Special Safeguards and Procedure) 体制と呼んでいた。これには本装置の電波を乱すことの無いよう滑走路やアンテナ付近における車両の運行を停止したり、万が一に備えた緊急車両（消防車、救急車など）の準備を行なったりすることが含まれる。
加えて飛行場灯火（滑走路灯等）も必要条件であり、CAT II以上ではより高規格の進入灯等が求められる。
なお、決心高度 (Decision Altitude ; DA)は平均海面上からの高度で表されるが、これに対し滑走路端からの高さで表されるものを決心高 (Decision Height ; DH) と呼ぶ。DHに滑走路端標高を加えればDAになる。CAT I では気圧高度計によるDAを使用するのに対し、CAT II以上では電波高度計によるDHを用いる。電波高度計を用いる理由は、低高度においてより精密な高さが要求されるからである（気圧高度計では温度誤差等があるため）。さらに実際の運航では地形の凹凸も加味し、単純な滑走路端からの高さではなく、その地点の地表までの鉛直距離を1フィート単位で表した数値がDHになる。
またCAT IIIでDHを設定しない (= 0ft) 場合は、警戒高 (Alert Height ; AH) が設定（多くの国では100ft）される。AHは機材または地上設備の異常がないことを確認するための最低の高さである。DHとの違いは、DHではその高さに達した時点で所定の灯火または地上施設が見えることを要求されるが、AHを設定する場合は、何も見えなくとも機上地上の機器類に異常が無ければ進入を継続できることにある。よってCAT IIIa、IIIbで定められた滑走路視距離があれば（滑走路面の積雪状況や横風の強さといった制限はあるが）そのまま自動着陸することが可能である。
最も精度が高いCAT IIIcのILSもまた前述の通りDHは設定されておらず、航空機およびパイロットの条件が整えば全く視界がなくても自動操縦装置を使用して着陸をおこなえる。ただし、2007年現在CAT IIIcの運用例はない。これはCAT IIIc の精度が要求される視程無し（ゼロ）の条件下で着陸したとしても、その後の地上走行が極めて困難であり、また支援車両や緊急車両（トーイングカー、消防車、救急車など）も同じく視界不良のため対応に向かえないからである。運用開始に当たってはそれぞれに空港内を無視界で走行できる装備が必要となるが、地上機材の導入は空港側の負担となる。

## 日本での運用状況
日本の1500m以上のジェット化空港には、最低1本の滑走路の少なくとも片側にフルILS（現在国土交通省管理のILSではMKRはCATⅡ空港のIMのみ）が設置されているケースが多いが、富山空港・南紀白浜空港・出雲空港・徳之島空港・福江空港（ただしローカライザーは両方に設置されている）・対馬空港・大島空港・八丈島空港などはローカライザー+T-DMEのみでグライドパス未設置。また松本空港は未設置（VOR/DME非精密進入）。また、日本で唯一の民間パイロット訓練空港である下地島空港（沖縄県）や女満別空港（北海道）にはILSが両側に設置されており、これは東京国際空港などの大規模空港における例を含めても数少ない例の一つである。設置出来ない主な理由は、地形や滑走路長などである。ILSが利用できるためには少なくとも10nm（18.52km）程度のグライドスロープが延ばせる必要があり、これが山などに遮られる場合は、ILSが設置できない。
またローカライザとグライドスロープを両方装備している空港であっても、計器進入方式でローカライザのみ使うよう指定される場合もある。例えば過去の東京国際空港で深夜にILSを使う場合、方位のみローカライザで誘導し高度は航空機の高度計とDME距離で制御する方式がとられていた（オートパイロットはほとんどの場合降下率を設定できるので精密といえないまでも実用的な降下プロファイルが得られる）。現在の東京国際空港は陸上を通過しない深夜用のILS進入コースが設定され、特別なローカライザ進入は行っていない。
日本で最も精度の高いCAT III及びCAT IIのILSを設置しているのは以下の空港である。
CAT IIIb
成田国際空港 (R/W16R側)
釧路空港（R/W17側）
青森空港 （R/W24側）
熊本空港 (R/W07側)
中部国際空港（R/W36側）
広島空港（R/W10側）
新千歳空港 (R/W19R側)
東京国際空港 (R/W34R側)
CAT II
関西国際空港・中部国際空港（R/W18側）
これらの空港では霧で視界不良になることが多かったり、視界不良時に到着便が滞ると影響が大きいためである。

## オフセットローカライザ
ILSは滑走路延長にローカライザのパスが延びるように設置されるのが普通であるが、中にはこれと異なる方位に設置し（オフセットILS）、着陸直前に航空機が進入方位を変更して滑走路に正対するような利用がなされる場合もある。
具体例としては2010年から供用開始の東京国際空港（羽田空港）のD滑走路があり、浦安市のリゾート施設への影響および千葉県からの要請（浦安市街地の上空飛行回避）を考慮して海側に2度オフセットしてある。また、羽田の現B滑走路供用前のA滑走路でもローカライザ用地の都合からオフセット運用が行われていた。その他広島西、富山、大島、那覇などでオフセットローカライザの設置例がある。またイタリアのジェノヴァ・クリストーフォロ・コロンボ空港 (LIMJ) では山岳地帯を避けるため、中華民国の金門空港 (RCBS) では中華人民共和国との国境が迫っているため、それぞれオフセットILSを設置している。

## ILSまたはローカライザの応用施設
香港の旧啓徳空港（1998年閉港）にはILSと同様の機器としてIGS (Instrument Guidance System) が設置されており、航空機側はILSの受信装置をそのまま利用できた。着陸の手順としては、まずIGSによって空港近くの山へ向けて飛行する。ILSと同様ローカライザに沿って進入方向が与えられ、グライドパスに乗って降下していく。その後は（ローカライザから外れ）地上に湾曲して並べられた進入灯を目印に手動で右に47度旋回して滑走路に正対するというものであった。
またローカライザのみを利用するLDA (Localizer-Type Directional Aid) もある。これは滑走路とは違う方向からローカライザによって進入していき、滑走路を視認できた地点から旋回して着陸するというものである。日本では東京国際空港にB滑走路のRunway22、及びD滑走路のRunway23への誘導を目的として、東方向の東京湾上へ向けたものが設置されている。これにより両滑走路への進入時に海上を飛行させることで市街地の騒音軽減を図ると共に、それぞれの滑走路に進入する航空機の安全な左右間隔を確保している（好天時に利用されており、悪天時は通常のILS進入となる）。

## アンテナ諸元
| 電波型式 | アンテナ型式      |
| A2A      | 対数周期型 (LPDA) |

| 電波型式 | アンテナ型式                 |
|          | コーナーリフレクタ・アンテナ |

## 事故
ILSの登場により天候が悪化しやすい地域の飛行場にも着陸できる可能性が増え、航空会社はダイバートによるコストの軽減や新路線の開拓が可能となった一方で、パイロットはILSに対応した資格取得と機器の取り扱い訓練が必要となり負担が増加した。またILSの故障や不適切な取り扱いなどによる事故も発生するようになった。
大韓航空801便墜落事故では、グアム国際空港のILSではグライドスロープ信号が使えないという情報があったにもかかわらず計器に表示されたグライドスロープの表示に頼ったことが事故の一因であると指摘されている。日本航空ニューデリー墜落事故では、空港のILSが整備不良だったかが裁判で問われている。